# إدواردو كاسترو لوكي
إدواردو كاسترو لوكي هو سياسي مكسيكي، ولد في 12 ديسمبر 1963 في سيوداد أوبريجون في المكسيك، وتوفي بنفس المكان في 14 سبتمبر 2012. نشط حزبياً في الحزب الثوري المؤسساتي.